# 夏尔·勒布伦
夏尔·勒布伦（法語：Charles Le Brun，法語發音：[ʃaʁl lə bʁœ̃]；1619年2月24日—1690年2月22日）是十七世纪法国宫廷画家，曾为凡尔赛宫和卢浮宫做过大量的壁画和天顶画，被路易十四称为“有史以来法国最伟大的艺术家”。他是17世纪法国美术界最重要的人物，其创作深受尼古拉·普桑的影响。

## 生平
1619年2月24日生于法国巴黎。父亲尼古拉是一位不出众的雕塑家。他在小时候就开始模仿练习名家画作，得到了塞吉埃的推荐，14岁时加入了西蒙·武埃的绘画工作室。后曾在意大利游学，在罗马居住了6年，在尼古拉·普桑的指导下练习拉斐尔等名家的画作。
回国后，他被任命为法兰西国王路易十四的宫廷画家。1648年，以他为首的12位法国宫廷画家在路易十四的支持下创办了皇家绘画与雕塑学院。勒布伦成为第一任院长。他为学院确立了一整套严格的准则。在创作题材上，历史类题材地位最高，人物肖像次之，风景和静物排在末位。在表现手法上，力图追求严谨的构图、完美的人物造型、准确的空间透视和细腻的笔法。这一系列规则对法国学院派产生了深远影响。
1668年起任皇家绘画雕塑学院院长。1690年2月22日在巴黎去世。

## 艺术风格
早期虽然受西蒙·武埃指导，但画风与安尼巴莱·卡拉奇极其相似。后来功成名就的时候，曾在绘画与雕塑学院的演讲中提出了“表现说”，以解释画作中人物激情的表现。他的观点对之后的艺术理论产生了很大的影响，至今仍是学术界热议的话题。

## 图集

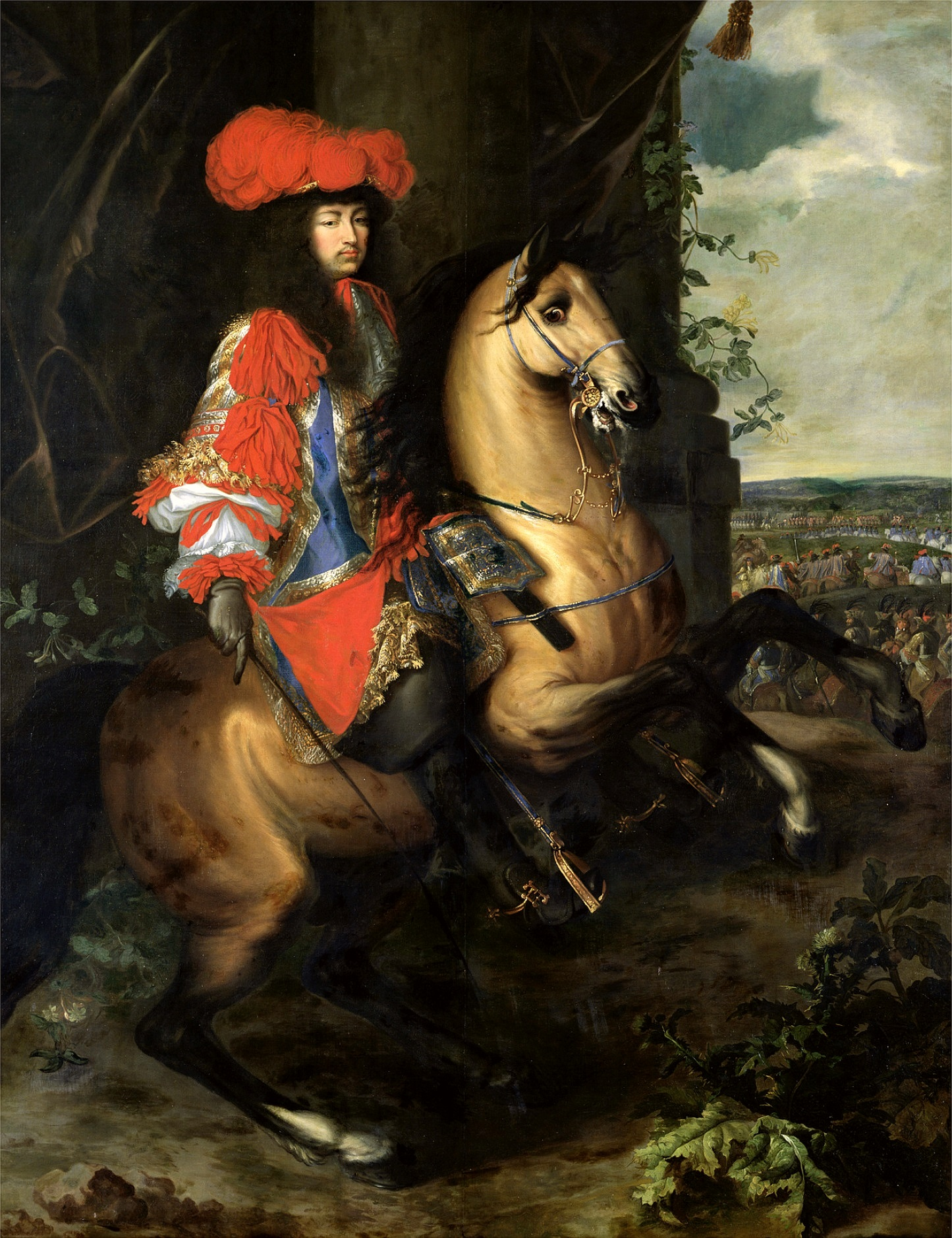
《马背上的路易十四》 收藏于图尔奈美术馆
《亚历山大进入巴比伦》 收藏于卢浮宫
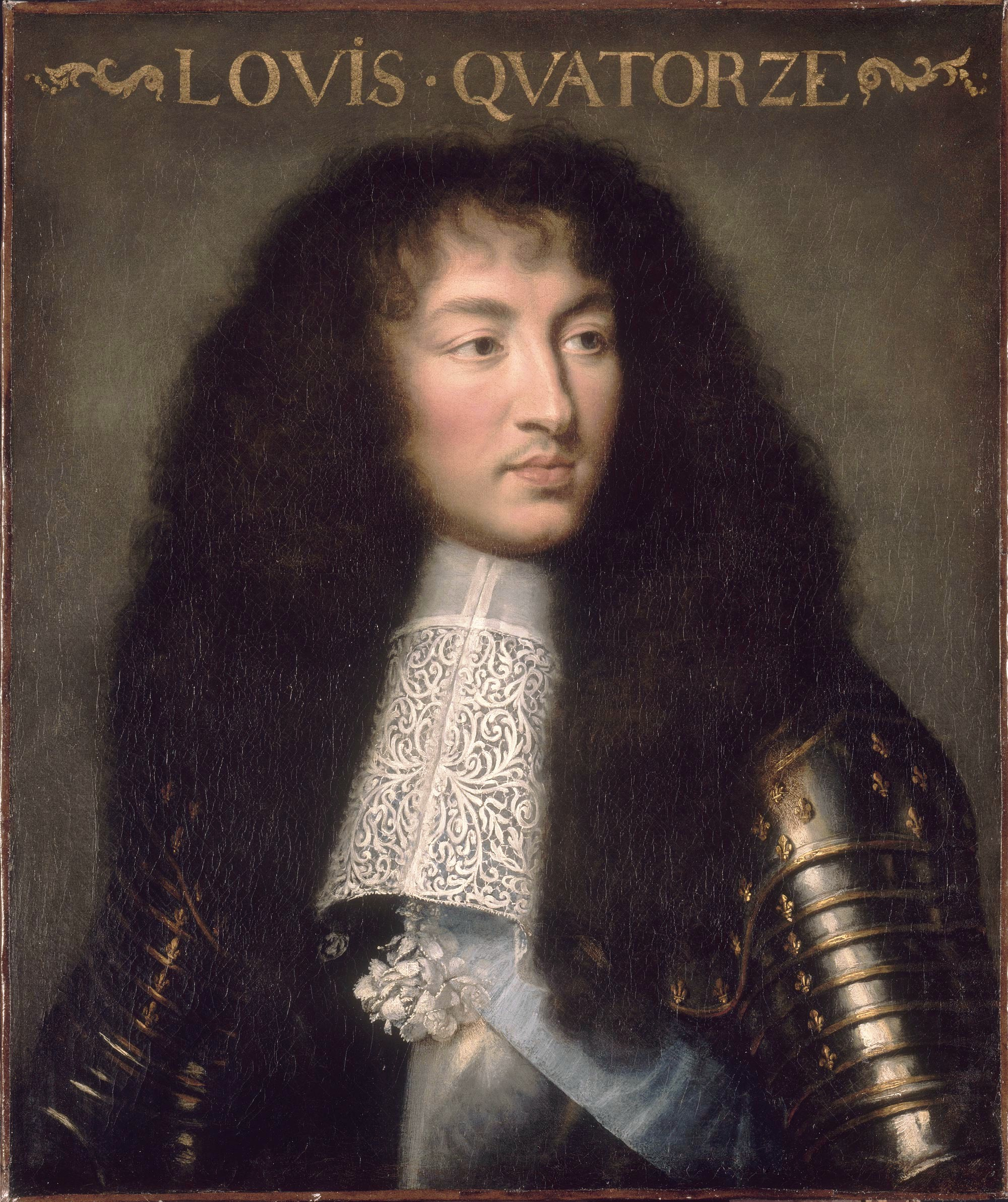
《路易十四肖像画》 1661年
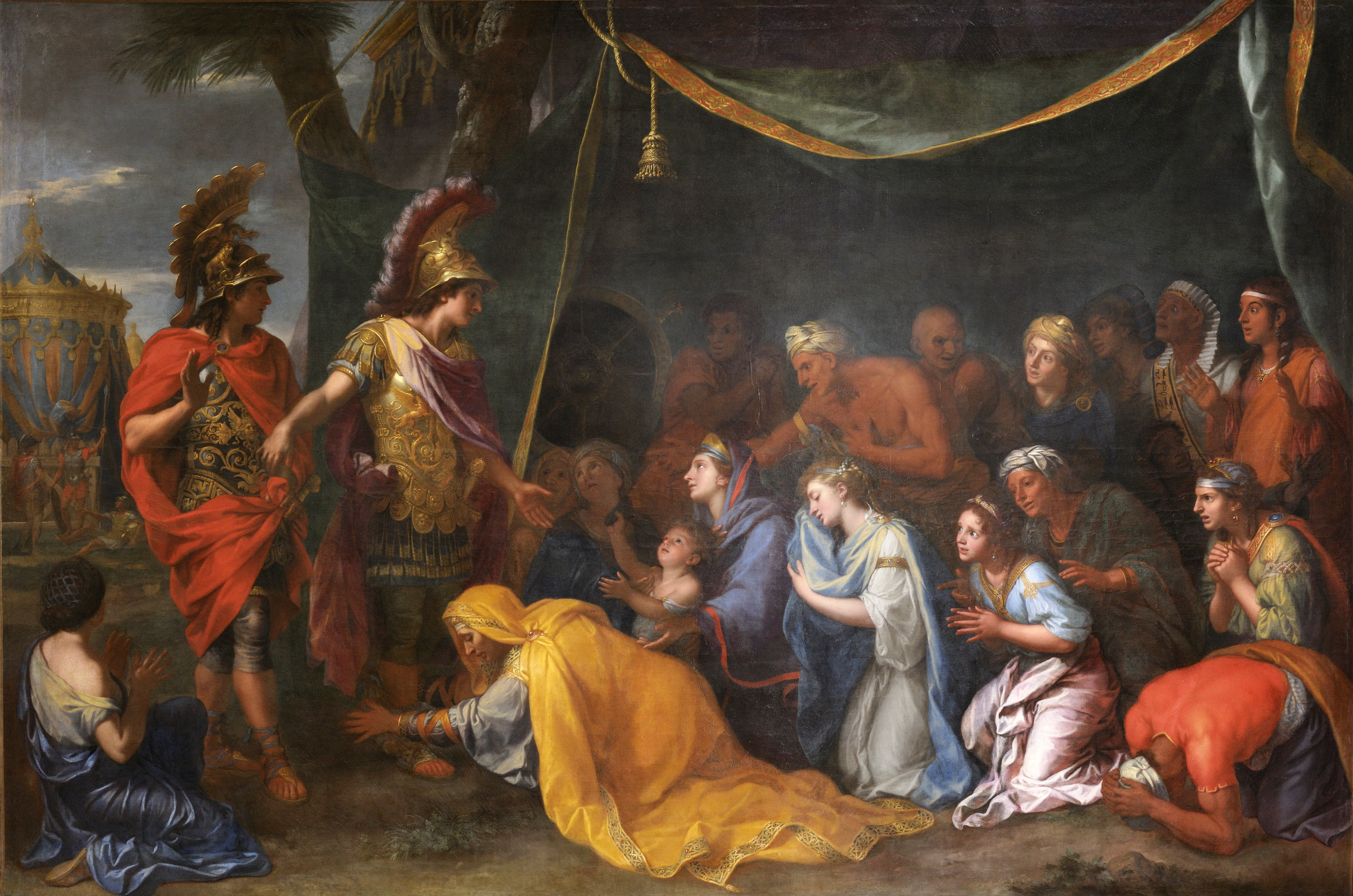
《大流士》的帐篷
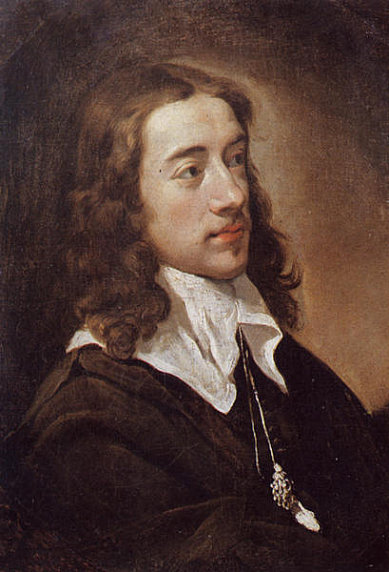
《路易·泰斯特兰肖像画》 收藏于卢浮宫
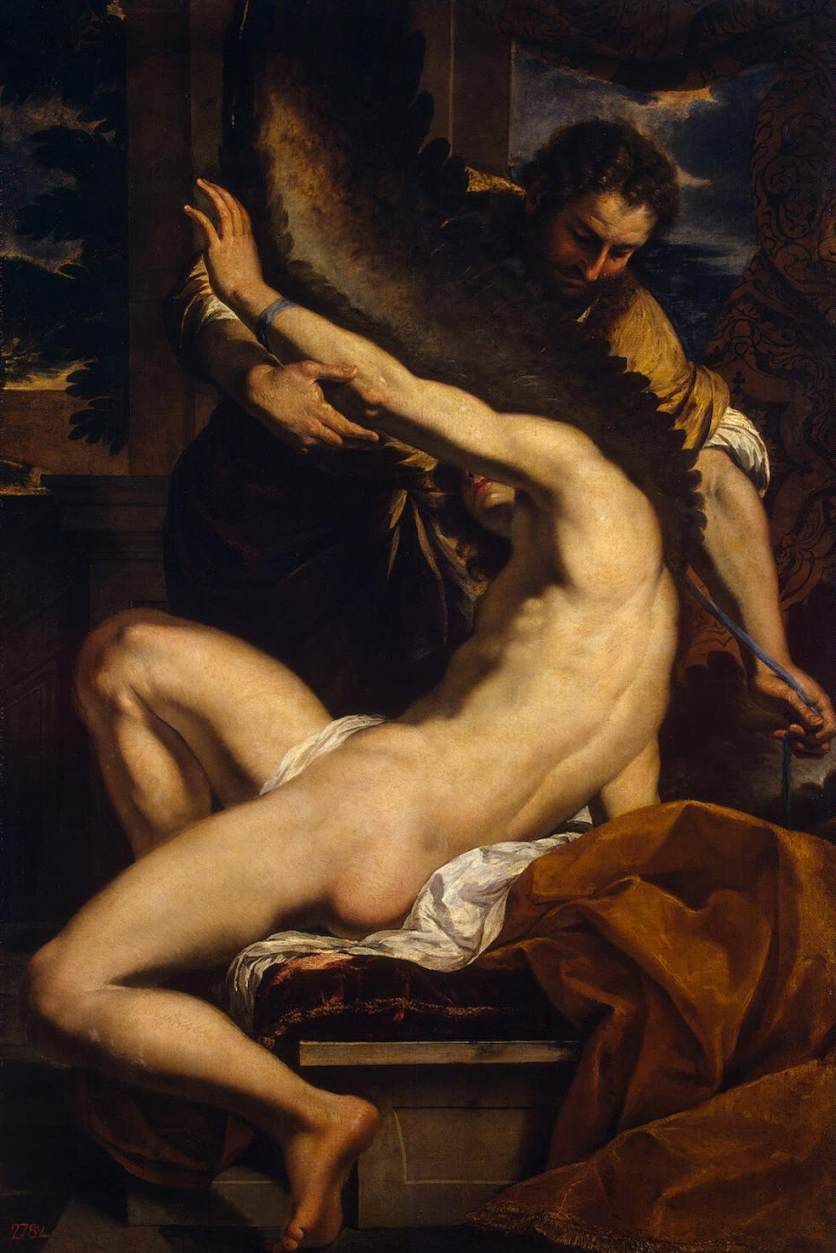
《代达洛斯和伊卡洛斯》 约1645年
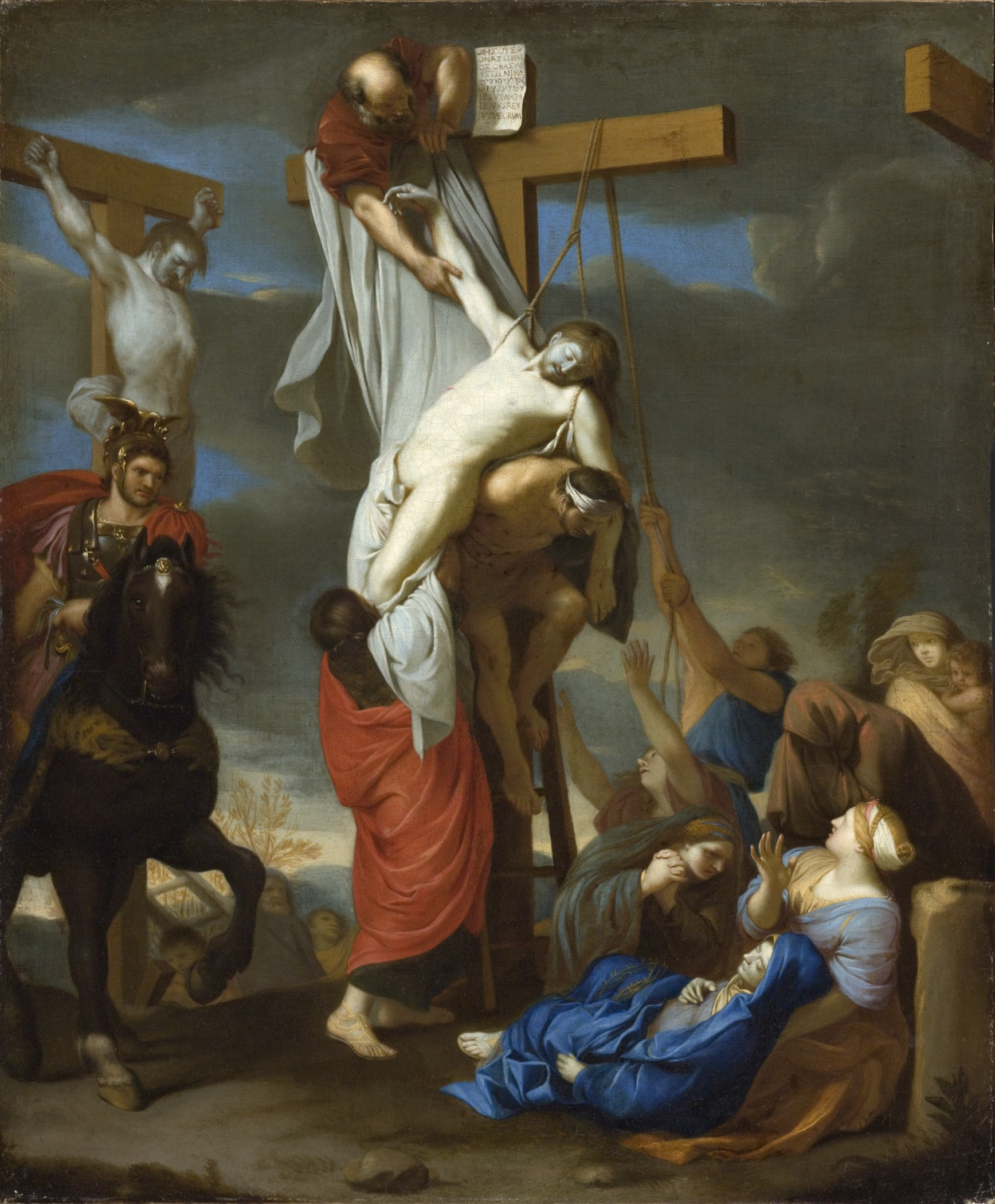
《基督落架》
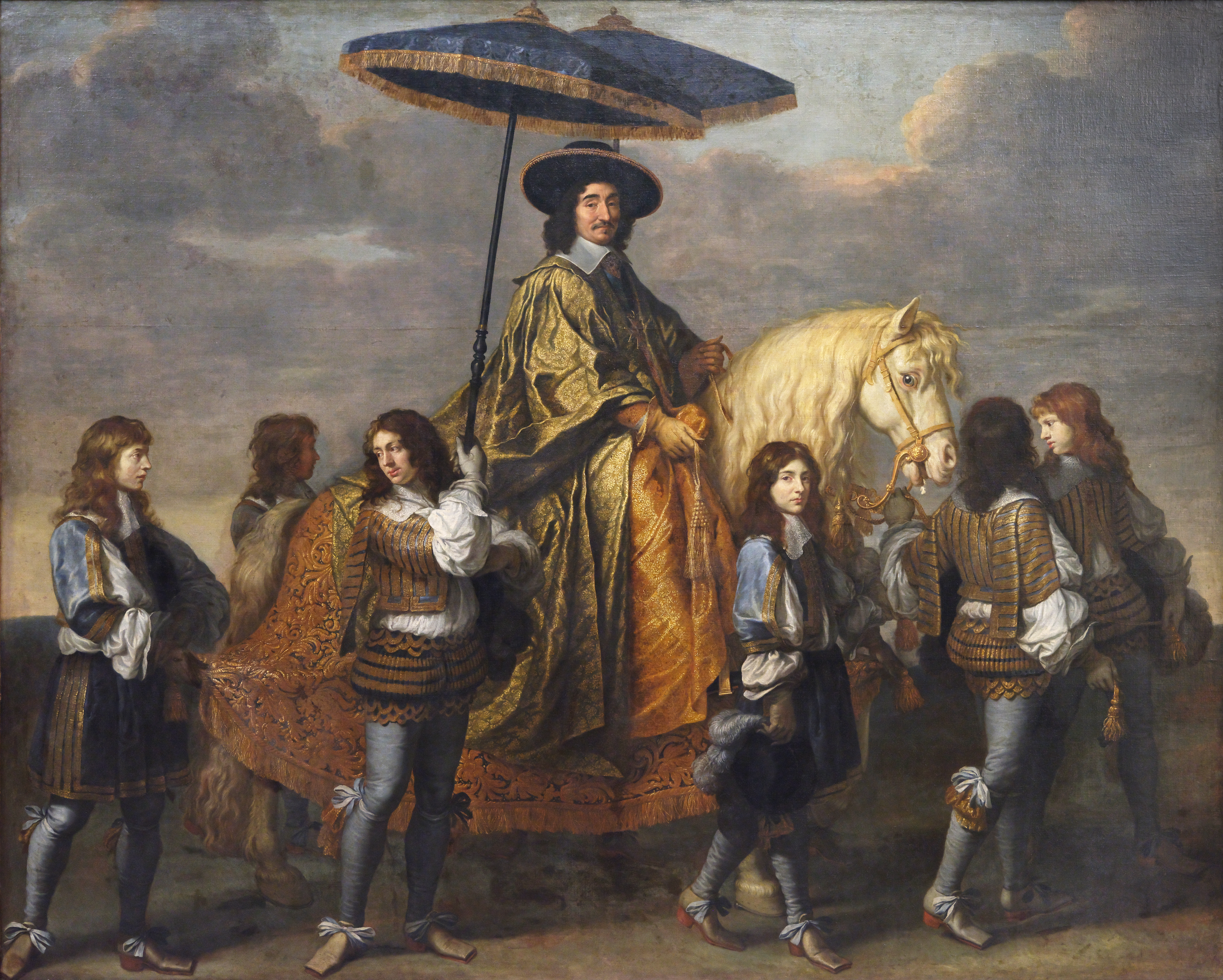
《掌玺大臣塞吉埃》
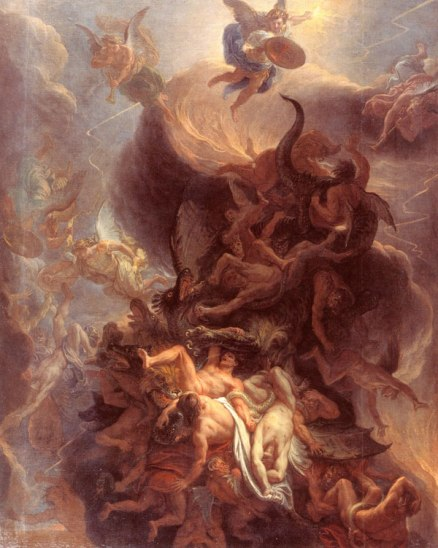
《天使战争》 收藏于第戎美術館
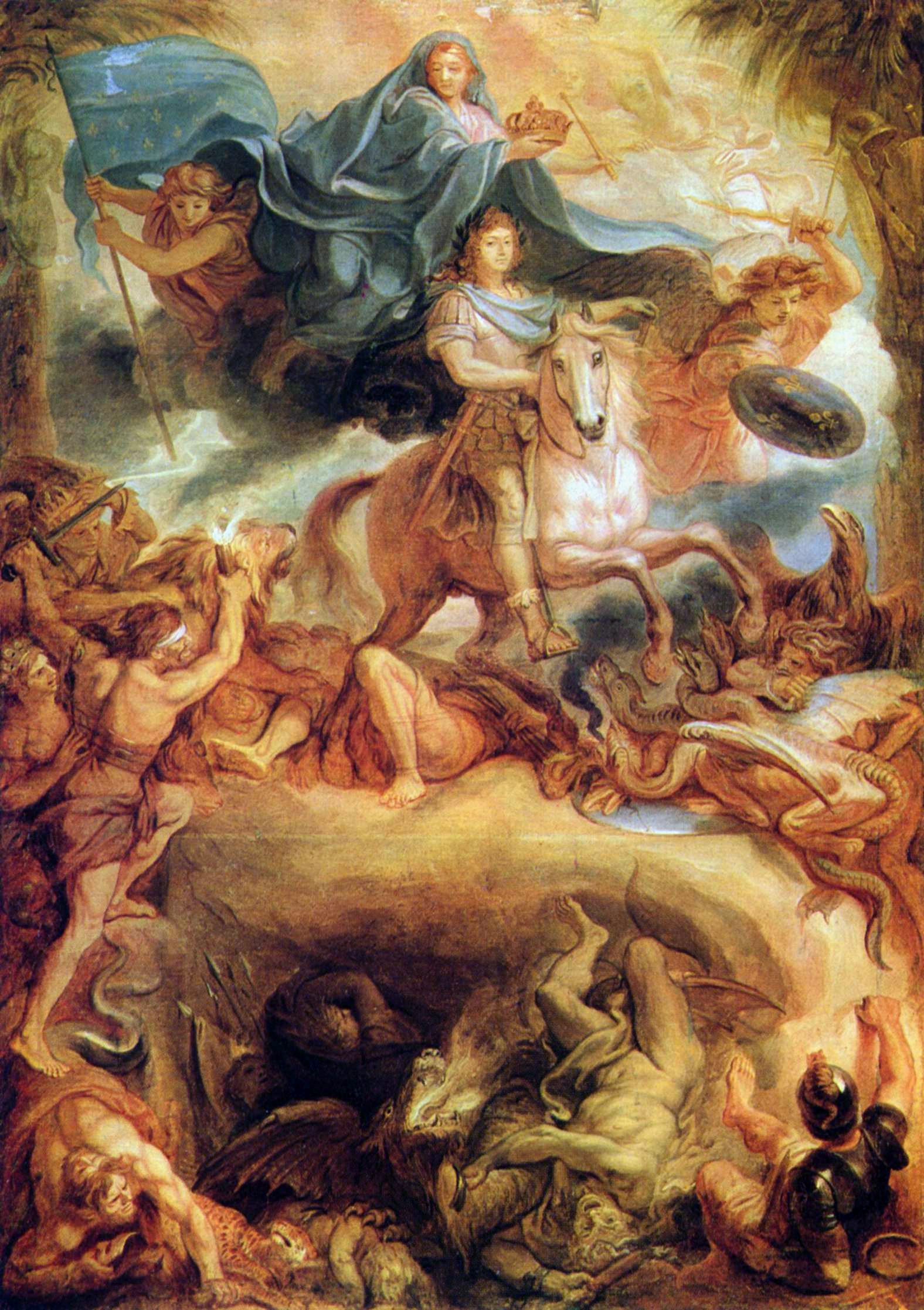
《神化的路易十四》 1677年，收藏于布达佩斯美术博物馆